# Барбатеску (Јаломица)
Барбатеску (рум. Bărbătescu) насеље је у Румунији у округу Јаломица у општини Аксинтеле. Oпштина се налази на надморској висини од 41 m.

## Становништво
Према подацима из 2002. године у насељу је живело 246 становника, од којих су сви румунске националности.